# Даровской
Даровско́й — посёлок городского типа в Даровском районе Кировской области России. Административный центр Даровского городского поселения.

## География
Расположен в месте слияния рек Даровки и Кобры (бассейн Вятки), в 61 км к северо-западу от железнодорожной станции Котельнич. Расстояние до административного центра 184 км. Расстояние до ближайшей железнодорожной станции 61 км.
Почвы в хозяйстве дерново-подзолистые и иллювиально-железистые с небольшим слоем перегноя. Представлены песками, супесями, суглинками, имеются валуны, известняки. Природная продуктивность почв невысока. Почвы в основном кислые, требующие известкования. 

## История
Основан в октябре 1717 г. в связи с прошением жителей Торощиной слободки о построении церкви и основании села Даровского. В XVIII веке небольшое (15-20 домов) село с Троицкой церковью. Жители занимались главным образом земледелием. С 1965 г. посёлок городского типа.

## Население
| 1959  | 1970  | 1979  | 1989  | 2002  | 2009  |
| ----- | ----- | ----- | ----- | ----- | ----- |
| 2895  | ↗4682 | ↗5960 | ↗7224 | ↗7488 | ↘7149 |
| 2010  | 2012  | 2013  | 2014  | 2015  | 2016  |
| ↘7125 | ↘6990 | ↘6905 | ↘6751 | ↗6773 | ↘6718 |
| 2017  | 2018  | 2019  | 2020  | 2021  |       |
| ↘6630 | ↘6570 | ↘6470 | ↘6337 | ↘6126 |       |